# Radler

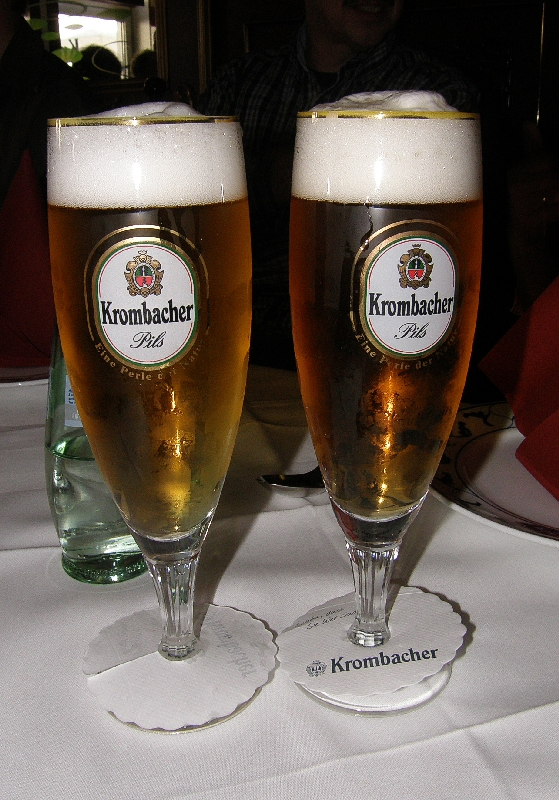
Porovnání – vlevo radler a vpravo pivo plzeňského typu

Radler (též „ochucené pivo“ nebo „pivní mix“, případně „ovocné pivo“, které je ale vařeno) je typ míchaného nápoje s nízkým obsahem alkoholu, který vzniká smícháním piva a ovocné limonády nebo šťávy. Poměr obou hlavních složek je obvykle 1:1 . Nápoj pochází z Bavorska. Obsah alkoholu obvykle nepřesahuje 2,5 %, existují však i výrobky s vyšším obsahem alkoholu. Dnes se jeho obliba rozšiřuje i do ostatních evropských zemí. Pivovary jej nabízejí v lahvích nebo plechovkách, případně se míchá přímo ve výčepu.

## Původ
Rozšířená legenda, že radlera vynalezl v roce 1922 Franz Xaver Kugler, se ukázala jako smyšlená. Kugler v té době vedl výletní restauraci Kugler Alm v obci Oberhaching na jih od Mnichova, kterou vyhledávali především cyklisté. Jedné soboty v červnu 1922 mu prý kvůli velké poptávce hrozilo, že dojde pivo. V nastalé nouzi smíchal pivo napůl s citrónovou limonádou a hostům pak nápoj servíroval jako „cyklistický máz“ (Radlermaß). V literatuře ale najdeme důkazy, že Radlermaß byl znám pravděpodobně už kolem roku 1900: o jeho čepování se zmiňuje např. bavorská spisovatelka Lena Christová ve své knize „Erinnerungen einer Überfüsssigen“ z roku 1912. A protože se vyprávění vztahuje k roku 1900, musel radler existovat již v oné době. Proto se u této legendy nejedná o nic jiného než dobře vymyšlenou historku, která má do Kugler Alm přilákat více hostů.
Momentálně se má za to, že Radlermaß vymysleli na konci 19. století v jednom ze sociálnědemokratických cyklistických klubů. Je ale velmi nepravděpodobné, že bychom se ještě mohli dopátrat pravého vynálezce radlera.

## Varianty
V německy mluvících oblastech najdeme více variant radlera, které se často také různě nazývají:
- ve Švýcarsku, Sársku, Itálii a Francii se radler nazývá Panaché, což ve francouzštině znamená „míchaný“. Poněmčená varianta je Panasch (Německé Švýcarsko, Sársko), psaná forma pak je Panasche. Ve Švýcarsku si kromě toho můžete objednat ještě kyselý Panasch (sauer), ve kterém se místo citrónové limonády používá minerální voda.
- Směs černého piva a malinové limonády se v některých částech středního Německa nazývá Kachní rybník (Ententeich).
- Pod názvem Almradler nebo prostě radler se skrývá nápoj vzniklý smícháním piva a bylinkové limonády Almdudler. Ve Vorarlbersku se navíc rozlišuje „sladký“ (s limonádou) a „kyselý“ radler (s minerálkou). „Kyselému“ radleru se v Rakousku taky někdy říká Soda-radler. Pivo s kolou se pak nazývá Diesel.
- V severním Německu se při výrobě radlera vždy používá světlé pivo. Nápoj se většinou nazývá Alsterwasser, zkráceně Alster – pojmenování vychází z barevné podobnosti s vodou stejnojmenného hamburského jezera.
- Používání pojmu Alster ale není vně severního Německa jednotné. Pod tímto pojmem se částečně rozumí mix s pomerančovou limonádou, pod pojmem radler oproti tomu mix s citrónovou limonádou, někdy se ale oba termíny používají jako synonyma. V Nizozemí se také používá světlé pivo, tam se ale směs nazývá Sněhurka (Sneeuwwitje).
- V Berlíně, Braniborsku a severním Sasku-Anhaltsku se pro nápoj vžil také název Potsdamer, zkráceně Pots. Ovšem i tady člověk narazí na různé varianty: např. Radler označuje pivo s citrónovou limonádou, Alster pivo s pomerančovou limonádou, Diesel pivo s colou a Střik (Gespritztes) pivo s jakoukoli točenou limonádou.
- V oblasti Porúří člověk rozlišuje podle druhu použité limonády mezi Radlerem (bezbarvá citrónová limonáda) a Alsterwasser (pomerančová limonáda).
- V některých oblastech Münsterlandu (Severní Porýní-Vestfálsko) se pivo míchá s pomerančovou limonádou a označuje se jako Klobásková voda (Wurstwasser). Tento název pravděpodobně souvisí s barvou vody, ve které bývají naložené skopové klobásky.
- Pro nápoj z piva a minerální vody někdy najdeme také označení kyselý radler (Radler sauer) nebo suchý radler (Radler trocken).

V anglicky mluvících zemích se pro tento nápoj používá termín shandy.

## Radler v Česku
V roce 2002 začala společnost Heineken vyrábět v pivovaru Krušovice pivo pod označením Radler, přičemž toto označení si jako ochrannou známku zaregistrovala u Úřadu pro průmyslové vlastnictví. Vzhledem k nezájmu ale byla produkce po třech letech zastavena. V současnosti vyrábí Heineken tyto radlery – Zlatopramen Radler Tmavý citrón, Radler Citrón, bezový květ & máta,  Radler Tmavá višeň, Radler Brusinka, Radler Grapefruit a rozmarýn, Radler Grepefruit, Radler Mandarinka a jasmín,  & Rybíz, Radler pomeranč a zázvor. Z dalších značek je to např. Staropramen Cool lemon, Cool Jablko & Hruška, Cool Okurka & Limetka, Cool Grep, Cool Bezový květ & Lemongrass, Cool Malina & Borůvka, Cool Rybíz & Limetka, Cool Tmavá švestka, Plzeňský Prazdroj vyrábí Birell - Světlý, Polotmavý, Zelený ječmen, Bez lepku, Za studena chmelený, Stylu IPA, Pomelo & Grep, Polotmavý Citron, Malina & Limetka, Hrozno, Červený Pomeranč, Řízný citron, Citronáda, Bezovka, Cola a Ledový čaj nebo Černá Hora Refresh Limetka + pomeranč. V nealkoholické verzi vyrábí pivovar Humpolec - Bernard piva s čistou hlavou Free, Švestka, Višeň a Jantar s čistou hlavou.
Kvalita radlerů v Česku bývá většinou na nižší úrovni. Ovocnou složku tvoří většinou jen voda doplněná o sladidla, ochucovadla, aromata, podíl ovocné složky bývá zhruba jen do 2,2%. Existují však i výrobky, které obsahují přírodní ovocnou šťávu, např. ochucený Bernard jí obsahuje 1/3.
V lednu 2014 byla soudním řízením ochranná známka získaná Heinekenem zneplatněna.